# Vörösfarkú kacika
A vörösfarkú kacika (Cacicus haemorrhous) a madarak osztályának verébalakúak (Passeriformes) rendjébe, azon belül a csirögefélék (Icteridae) családjába tartozó faj.

## Rendszerezése
A fajt Carl von Linné svéd természettudós írta le 1766-ban, a sárgarigófélék (Oriolidae) családjába tartozó Oriolus nembe Oriolus haemorrhous néven, innen helyezték jelenlegi helyére.

## Alfajai
- Cacicus haemorrhous affinis (Swainson, 1834)
- Cacicus haemorrhous haemorrhous (Linnaeus, 1766)
- Cacicus haemorrhous pachyrhynchus Berlepsch, 1889[2]

## Előfordulása
Dél-Amerikában, Argentína, Bolívia, Brazília, Kolumbia, Ecuador, Francia Guyana, Guyana, Paraguay, Peru, Suriname és Venezuela területén honos. A természetes élőhelye szubtrópusi és trópusi síkvidéki erdők. Állandó, nem vonuló faj.

## Megjelenése
Testhossza 29 centiméter, testtömege 62-74 gramm.
|  |

## Életmódja
Ízeltlábúakkal, főként rovarokkal táplálkozik, de kisebb gerinceseket, gyümölcsöt és nektárt is fogyaszt.